# SDSS J102325.31+514251.0
SDSS J102325.31+514251.0 ou KODIAQ J102325+514251 est un quasar lointain et très lumineux situé dans la constellation de La Grande Ourse. Il a été découvert en 2006 par une équipe d'astronomes chinois grâce au télescope Hale de l'observatoire Palomar, puis il est ensuite observé par le télescope du Sloan Digital Sky Survey de l'observatoire d'Apache Point en 2009 et par le télescope primaire de l'observatoire W. M. Keck en 2015. Des mesures de son décalage vers le rouge suggèrent une distance de 3 670 ± 10 Mpc (∼12 milliards d'al) de la Terre,.

## Quasar

### Luminosité
SDSS J1023-5142 est l'un des quasars les plus lumineux et il contient l'un des trous noirs les plus massifs de l'univers observable. Les mesures du SDSS et KODIAQ sont que la magnitude absolue optique est de -25.14 et une infrarouge de -27.27. La cause de cette luminosité est le principe de fonctionnement d'un quasar, un disque d'accrétion composé de gaz chauffé à de très hautes températures qui envoie de très fortes quantités de rayonnement, et en cause de l'effet Doppler, le rayonnement s'observe principalement de l'infrarouge proche et moyen. 

### Trou noir supermassif
Le gaz est accéléré par un trou noir supermassif, et il est ensuite chauffé lors d'une friction entre deux atomes du disque. En mesurant la raie d'émission de l'hydrogène bêta et celle du magnésium ionisé, les scientifiques peuvent mesurer avec suffisamment de précision la masse du trou noir au centre d'un quasar, et grâce à cette méthode, les scientifiques ont pu estimer que la masse du trou noir supermassif de SDSS J1023+5142 est de ~33,1 milliards de masses solaires. La signature infrarouge de SDSS J1023+5142 suggère que son disque d'accrétion est en train de sa faire consumer, indiquant que le quasar est en phase de grossissement rapide.